# 火火
火火（英語：Fire Lee，1976年3月8日—），原名李家榮，香港導演、編劇和填詞人，2000年代開始其導演及填詞事業。他曾與舞台劇演員楊詩敏交往。近年除了負責電影、舞台劇及填詞外，還是森美的電台節目《公子會》的客席主持。2014年6月30日起，他與余迪偉共同主持全新電台節目《雙截棍》直至2016年5月14日，現時育有一女一子。其「火火」一名來自一次與老師飯聚時，對他給他改的。他於是以此名字來創作劇本，自此其他人便認識火火即是李家榮。曾為無綫電視旗下藝人。

## 背景
火火早年在荃灣川龍街一帶唐樓的閣樓居住，後移居青衣涌美老屋村及美景花園，有一名胞兄。他曾就讀小學下午校及中華基督教會全完中學。中學畢業後參加社區中心的戲劇班，當過業餘小丑。期間一度獲賞識前往美國當職業小丑。但因為他已獲香港演藝學院取錄，所以決定留港發展，未有成行。火火在2001年修畢戲劇學院表演系榮譽學士學位。及後開展演員、填詞人及導演事業。初期只是特約演員，至2008年被馬偉豪欣賞，轉為電影演員。而喜歡拍攝電影的火火向馬表明想導演電影的意願，結果對方與他一同執導了《愛得起》，成了火火首部執導的電影作品。

## 電視節目
- ViuTV《真PK》主持
- ViuTV《美選D.n.A》主持兼評判主席
- ViuTV《真PK Trip》主持
- ViuTV《鋒味前奏》主持
- ViuTV《Close 噏》主持
- ViuTV《Good Night Show 全民造星》星級導師
- ViuTV主持
- ViuTV《買樓狂想#曲》主持
- ViuTV《愛我嗎？愛你媽！》主持兼旁白
- ViuTV《對不起 標籤你 II》主持
- ViuTV《全民造星II》星級導師
- ViuTV《萬人幫拖搞個唱》主持
- ViuTV《萬人幫拖搞邊科》主持
- ViuTV《鬼同妳上位》主持
- ViuTV《生存演技派》主持
- ViuTV《賭命夫妻》主持
- ViuTV《瘋火與膠七》主持
- 無綫電視《超級遊戲獎門人》第9集嘉賓
- 無綫電視《超級無敵獎門人終極篇》第17集嘉賓
- 無綫電視J2台《不如食豪D》第13集嘉賓
- 無綫電視《福祿壽訓練學院》嘉賓評判
- 無綫電視TvbPlus台《我推的野男LIVE！》主持
- 無綫電視TvbPlus台《奇情谷》主持

## 電視劇
- 《廉政行動2007：單元五 - 空卡》飾 Roy
- ViuTV《殺手廢J》飾 經理

## 電影作品

### 導演
- 《愛得起》
- 《等我愛你》
- 《老笠》
- 《女士復仇》

### 演出
- 《新紮師妹》
- 《五個嚇鬼的少年》
- 《新紮師妹2美麗任務》
- 《新紮師妹3》
- 《獨家試愛》
- 《狗咬狗》
- 《五個小孩的校長》
- 《常在你左右》
- 《白日青春》

### 配音
- 2016年：《美人魚》聲演 八哥
- 2017年：《狂獸》聲演 嚴志德
- 2019年：《沉默的證人》聲演 蘇偉康

## 填詞作品

### 2004年
| - 周國賢 - 大條樂理（與林健華合填） |

### 2005年
| - EO2 Feat. 葉世榮 - 繼續唱 - 周國賢 - 半醉人間 - 張繼聰 - 一個快樂的傳說 | - 張繼聰 - 賭城風雲（與張繼聰合填） - 張繼聰 - 荷里活大結局（與張繼聰合填） |

### 2006年
| - EO2 - 京華春夢 - 張繼聰 - 烏蠅鏡（與張繼聰合填） | - 張繼聰 - 古著 |

### 2007年
| - J.O.Y. - 沒星的皇后 - J.O.Y. - 折翼之戀 | - 張繼聰 - 大細路（與張繼聰合填） - 森美、小儀 - Lokamochi Mamiba |

### 2008年
| - 吳浩康 - 給愛惜的人 |

### 2010年
| - 古巨基 - 戀後感 | - 顏福偉 - Go Go Go |

### 2011年
| - JW - Falling in Love - JW - 氹我 - 小 肥 - 日落時讓戀愛終結 - 狄易達 - 舞士遊記 - 邰正宵 - 原諒我 - 邰正宵 - 一次 - 邰正宵 - Bedtime Story - 邰正宵 - 老友 - 邰正宵 - 淒涼 - 邰正宵 - 花落年華 | - 邰正宵 - 最後晚餐 - 邰正宵 - 勿念必返 - 邰正宵 - 我的志願 - 張智霖 - 戀上外星人 - 張智霖 - 死去活來 - 張敬軒 - 惜愛 - 梁漢文 - 超等後座 - 陳僖儀 - 記念悲 - 森 美 - 烏鴉 - 顏福偉、彭家麗、彭遠揚 - 理想國 |

### 2012年
| - Yellow! - 初戀無知 - 小 肥 - 一首歌 - 張智霖 - 天生愛情狂 - 許志安 - 我想真的愛你 - 陳僖儀 - 蜚蜚 - 陳僖儀 - 後備 | - 黃宗澤 - 太錯 - 衛 蘭 - 珍妮絲的告白 - 衛 蘭 - 回電我 - 關心妍 - 要害 - 關心妍 - 失戀哲理 |

### 2013年
| - EO2 - Goodbye Summer - J.Arie - 大個 - J.Arie - 學會戀愛 - 小 肥 - 撐住 - 小 肥 - 負親 - 阮兆祥 - 二把 - 洪卓立 - 悲情主角 | - 陳百祥 - 即刻變富豪 - 陳僖儀 - 愛戀魔法 - 陳慧敏 - 自救 - 森 美 - 森美無滾（與森美、馮翰銘合填） - 群 星 - 黐膠花園正能量 - 顏福偉 - 活著是什麼 |

### 2014年
| - J.Arie - 姊妹花 - 小 肥 - 小角色 - 岑日珈 - 小動作 - 沈震軒 - 失愛 | - 恭碩良 - Believe - 馬浚偉、陳法拉 - 非戀之情 - 張智霖 - 十年人事 - 鄧麗欣 - 戒心 |

### 2015年
| - Alex Chia - 衝破 - J.Arie - 你死我活 - 王梓軒 - 次世代 | - 岑日珈 - Wait And See - 劉浩龍 - Change Your Life |

### 2016年
| - 張智霖 - 阿友 - 陳慧琳 - 愛到猝死 | - 陳慧琳 - 女士尊享 - 劉浩龍 - 520 |

### 2017年
| - J.Arie - Fantasy | - 顏福偉 - Peaceful Mind Peaceful World |

### 2018年
| - 黃思迦 - Soulmate |

### 2020年
| - 邰正宵 - 末世情歌 |